# Žakarovce
Žakarovce (em alemão: Sokelsdorf; em húngaro: Zakárfalva) é um município da Eslováquia, situado no distrito de Gelnica, na região de Košice. Tem 8,62 km² de área e sua população em 2018 foi estimada em 721 habitantes.

## Demografia
| Ano:        | 1994 | 2004   | 2014   | 2024    |
| ----------- | ---- | ------ | ------ | ------- |
| Broj ljudi: | 766  | 761    | 758    | 676     |
| Razlika:    |      | -0,65% | -0,39% | -10,81% |

| Ano:               | 2023 | 2024   |
| ------------------ | ---- | ------ |
| Número de pessoas: | 681  | 676    |
| Diferença:         |      | -0,73% |